# Кубок Грузії з футболу 1991—1992
Кубок Грузії з футболу 1991–1992 — (також відомий як Кубок Давида Кіпіані) 2-й розіграш кубкового футбольного турніру у Грузії. Титул вперше здобула Іберія (Тбілісі).

## Перший раунд
| Команда 1                 | Заг.         | Команда 2                | 1-й матч | 2-й матч |
| ------------------------- | ------------ | ------------------------ | -------- | -------- |
| Шукура (2)                | -:+          | Гареджі (Саґареджо) (3)  | 4:3      | -:+      |
| Джеджілі (Тбілісі) (3)    | 3:4          | Картлі (Горі) (2)        | 3:3      | 0:1      |
| Крцанісі (Тбілісі) (3)    | 2:5          | Арагві (Душеті) (2)      | 1:3      | 1:2      |
| Чабукіані (3)             | 6:5          | Шекахте (Ткібулі) (2)    | 3:1      | 3:4      |
| Мецхеті (Ахалціхе) (3)    | -:+          | Саповнела (Терджола) (2) | 0:3      | -:+      |
| Згвая (Цаленджиха) (3)    | 2:7          | Магароелі (2)            | 1:3      | 1:4      |
| Салхіно (Мартвілі) (3)    | 3:1          | Імереті (Хоні) (2)       | 3:1      | 0:0      |
| Мегоброба-89 (Батумі) (3) | 2:2 пен. 2:3 | Імеді (Лаітурі) (2)      | 2:0      | 0:2      |
| Іверія (Хашурі) (2)       | 11:5         | Імеді (Тбілісі) (3)      | 4:2      | 7:3      |
| Егрісі (Сенакі) (2)       | 6:6 (ч)      | Черімела (Харагаулі) (3) | 4:1      | 2:5      |
| Бахтріоні (Ахмета) (3)    | 3:3 (ч)      | Армазі-90 (Тбілісі) (2)  | 2:2      | 1:1      |
| Мамісоні (Оні) (3)        | 2:6          | Армазі (Мцхета) (2)      | 1:1      | 1:5      |
| Гарісі Тетрі (Цкаро) (3)  | 3:5          | Іверія (Карелі) (3)      | 3:1      | 0:4      |
| Сурамі (3)                | 0:8          | Шевардені (Зугдіді) (2)  | 0:2      | 0:6      |
| Чихура (2)                | 3:5          | Чела (Дарчелі) (3)       | 3:0      | 0:5      |
| Мерані-91 (Тбілісі) (3)   | 3:5          | Ерчукні (Цнорі) (3)      | 1:1      | 2:4      |

## Другий раунд
| Команда 1                | Заг.    | Команда 2                | 1-й матч | 2-й матч |
| ------------------------ | ------- | ------------------------ | -------- | -------- |
| Мерані (Тбілісі) (2)     | 2:3     | Гареджі (Саґареджо) (3)  | 2:2      | 0:1      |
| Чабукіані (3)            | 5:6     | Саповнела (Терджола) (2) | 3:2      | 2:4      |
| Салхіно (Мартвілі) (3)   | 4:4 (ч) | Імеді (Лаітурі) (2)      | 2:1      | 2:3      |
| Картлі (Горі) (2)        | 3:1     | Арагві (Душеті) (2)      | 3:0      | 0:1      |
| Гурія-2 (2)              | 1:4     | Магароелі (2)            | 1:1      | 0:3      |
| Іверія (Хашурі) (2)      | 3:4     | Бахмаро (Чохатаурі) (3)  | 3:0      | 0:4      |
| Егрісі (Сенакі) (2)      | 3:5     | Сіоні (3)                | 2:2      | 1:3      |
| Анці (Тбілісі) (3)       | 3:4     | Армазі-90 (Тбілісі) (2)  | 2:2      | 1:2      |
| Самегрело (Чхороцку) (2) | 3:4     | Армазі (Мцхета) (2)      | 3:3      | 0:1      |
| Іверія (Карелі) (3)      | -:+     | Дуруджі (Кварелі) (2)    | -:+      | -:+      |
| Чела (Дарчелі) (3)       | 3:5     | Шевардені (Зугдіді) (2)  | 3:2      | 0:3      |
| Шкурі (2)                | 2:3     | Ерчукні (Цнорі) (3)      | 0:1      | 2:2      |

## 1/16 фіналу
| Команда 1                | Заг. | Команда 2               | 1-й матч | 2-й матч |
| ------------------------ | ---- | ----------------------- | -------- | -------- |
| Колхеті (Хобі)           | 2:1  | Гареджі (Саґареджо) (3) | 1:0      | 1:1      |
| Алазані (Гурджаані)      | 3:6  | Батумі                  | 2:0      | 1:6      |
| Іберія (Тбілісі)         | 6:1  | Мретебі (Тбілісі)       | 2:1      | 4:0      |
| Саповнела (Терджола) (2) | 4:2  | Діла (Горі)             | 4:2      | 0:0      |
| Мерцхалі (Озургеті) (3)  | -:+  | Мзіурі (Галі) (2)       | 4:3      | -:+      |
| Картлі (Горі) (2)        | 0:11 | Гурія                   | 0:5      | 0:6      |
| Магароелі (2)            | 3:2  | Салхіно (Мартвілі) (3)  | 3:1      | 0:1      |
| Кутаїсі                  | 3:2  | Горда (Руставі)         | 0:1      | 3:1      |
| Маргветі (Зестафоні)     | 4:2  | Колхеті-1913 (Поті)     | 3:1      | 1:1      |
| Шевардені-1906           | 2:9  | Цхумі (Сухумі)          | 1:5      | 1:4      |
| Амірані (Очамчіре)       | 6:3  | Бахмаро (Чохатаурі) (3) | 3:1      | 3:2      |
| Локомотив (Самтредіа)    | 5:2  | Армазі-90 (Тбілісі) (2) | 2:2      | 3:0      |
| Самгуралі (Цхалтубо)     | 3:4  | Сіоні (3)               | 1:2      | 2:2      |
| Армазі (Мцхета) (2)      | 2:4  | Дуруджі (Кварелі) (2)   | 1:1      | 1:3      |
| Сулорі (Вані)            | 2:6  | Шевардені (Зугдіді) (2) | 1:1      | 1:5      |
| Ерчукні (Цнорі) (3)      | 1:3  | Одіші (Зугдіді)         | 1:0      | 0:3      |

## 1/8 фіналу
| Команда 1                | Заг.         | Команда 2               | 1-й матч | 2-й матч |
| ------------------------ | ------------ | ----------------------- | -------- | -------- |
| Батумі                   | 1:0          | Колхеті (Хобі)          | 1:0      | 0:0      |
| Саповнела (Терджола) (2) | -:+          | Іберія (Тбілісі)        | 0:6      | -:+      |
| Мзіурі (Галі) (2)        | 2:2 (ч)      | Гурія                   | 0:0      | 2:2      |
| Магароелі (2)            | 0:4          | Кутаїсі                 | 0:2      | 0:2      |
| Цхумі (Сухумі)           | 3:3 пен. 4:3 | Маргветі (Зестафоні)    | 2:1      | 1:2      |
| Локомотив (Самтредіа)    | 2:3          | Амірані (Очамчіре)      | 0:0      | 2:3      |
| Дуруджі (Кварелі) (2)    | 1:5          | Сіоні (3)               | 1:1      | 0:4      |
| Одіші (Зугдіді)          | +:-          | Шевардені (Зугдіді) (2) | +:-      | +:-      |

## 1/4 фіналу
| Команда 1          | Заг.         | Команда 2      | 1-й матч | 2-й матч |
| ------------------ | ------------ | -------------- | -------- | -------- |
| Іберія (Тбілісі)   | 3:1          | Батумі         | 0:0      | 3:1      |
| Мзіурі (Галі) (2)  | 4:4 (ч)      | Кутаїсі        | 3:2      | 1:2      |
| Амірані (Очамчіре) | 2:4          | Цхумі (Сухумі) | 1:1      | 1:3 дч   |
| Одіші (Зугдіді)    | 2:2 пен. 5:4 | Сіоні (3)      | 2:0      | 0:2      |

## 1/2 фіналу
| Команда 1        | Заг. | Команда 2      | 1-й матч | 2-й матч |
| ---------------- | ---- | -------------- | -------- | -------- |
| Іберія (Тбілісі) | 3:1  | Кутаїсі        | 2:0      | 1:1      |
| Одіші (Зугдіді)  | 1:2  | Цхумі (Сухумі) | 1:1      | 0:1      |

## Фінал
| 26 травня 1992 |

| Іберія (Тбілісі)                             | 3:1      | Цхумі (Сухумі)  |
| -------------------------------------------- | -------- | --------------- |
| Іналішвілі 33' Ревішвілі 54' Ш.Арвеладзе 60' | Протокол | Джишкаріані 61' |

| Динамо Арена імені Бориса Пайчадзе, Тбілісі Глядачів: 18 000 Арбітр: Малхаз Кобіашвілі |